# Batang Nadenggan
Batang Nadenggan is een bestuurslaag in het regentschap Labuhan Batu Selatan van de provincie Noord-Sumatra, Indonesië. Batang Nadenggan telt 3886 inwoners (volkstelling 2010).